# 贝诺孢子虫属
贝诺孢子虫属（學名：[Besnoitia] 错误：{{Lang}}：文本有斜体标记（帮助）），又名必斯內蟲屬，是一種原生生物，屬於頂複門真球虫目的一個屬，寄生于動物，會造成許多畜牲生病。

## 分類
- Besnoitia bennetti
- 贝氏贝诺孢子虫 Besnoitia besnoiti
- Besnoitia darlingi
- Besnoitia jellisoni
- Besnoitia sauriana
- Besnoitia tarandi
- Besnoitia wallacei

## 生命週期
本屬物種的生命週期大多數都是未知，特別是當中所涉及的中間宿主和載體較多樣化（例如有各種虻科物種），使研究變得不容易。

## 病理學及對宿主的影響
感染了本屬物種可引起有蒂病变，病發地點可以在家畜的皮膚、鼻腔或喉部。病變有外生性結節，從黏膜的表面突出。

## 參看
- 贝诺孢子虫病（Besnoitiosis）[2]